# Villamayor de Gállego
Villamayor de Gállego (aragónul Villamayor de Galligo) település Spanyolországban,  Zaragoza tartományban. Villamayor de Gállego Zaragoza, Perdiguera, Alfajarín és La Puebla de Alfindén községekkel határos. Lakosainak száma 2854 fő (2024).

## Népesség
A település népessége az utóbbi években az alábbiak szerint változott:
| Lakosok száma | 2849 | 2868 | 2885 | 2837 | 2793 | 2753 | 2696 | 2745 | 2827 | 2854 |
|               | 2007 | 2009 | 2011 | 2013 | 2015 | 2016 | 2018 | 2020 | 2022 | 2024 |